# Uchtepe
Uchtepe är en ort i Azerbajdzjan.   Den ligger i distriktet Xanlar Rayonu, i den västra delen av landet, 300 km väster om huvudstaden Baku. Uchtepe ligger 570 meter över havet och antalet invånare är 2 535.
Terrängen runt Uchtepe är platt åt nordost, men åt sydväst är den kuperad. Runt Uchtepe är det ganska tätbefolkat, med 52 invånare per kvadratkilometer.. Närmaste större samhälle är Ganja, 7,0 km nordost om Uchtepe.
Trakten runt Uchtepe består till största delen av jordbruksmark.